# Liste der Bischöfe von Linköping
Die folgenden Personen waren Bischöfe von Linköping (Schweden):

## Ordinarien

### Katholische
1. Gisle 1139–1160er
2. Stenar 1170–1171
3. Kol 1171–1195/1196
4. Johannes
5. Karl Magnusson (Bjälboätten) 1216–1220
6. Bengt Magnusson (Bjälboätten) 1220–1236
7. Lars 1236–1258
8. Heinrich 1258–1283
9. Bo 1258–1286
10. Bengt Birgersson 1286–1291
11. Lars 1292–1307
12. Karl Bååt 1307–1338
13. Petrus Tyrgilli (Torkilsson) 1342–1351
14. Nils Markusson 1352–1372
15. Gottskalk Falkdal 1373–1374
16. Nils Hermansson 1375–1391
17. Knut Bosson (Natt och Dag) 1391–1436
18. Bengt Larsson 1436–1440
19. Nils König (Nicolaus Kenicius) 1441–1458
20. Kettil Karlsson (Vasa) 1459–1465
21. Henrik Tidemansson 1465–1500
22. Vakanz mit einem päpstlichen Administrator 1501–1512. Hemming Gadh war gewählt aber nie geweiht.
23. Jacobus Arborensis 1512–1517 konnte sein Amt nicht antreten
24. Hans Brask 1513–1527

### Evangelisch
1. Jöns Månsson 1529–1540
2. Nicolaus Canuti 1543–1558
3. Erik Falck 1558–1569
4. Martinus Olai Gestricius 1569–1580
5. Petrus Caroli 1583–1587
6. Petrus Benedicti 1589–1606
7. Jonas Kylander 1606–1630
8. Johannes Botvidi 1631–1635
9. Jonas Petri Gothus 1637–1644
10. Andreas Johannis Prytz 1645–1655
11. Samuel Enander 1655–1670
12. Johannes Terserus 1671–1678
13. Olaus Svebilius 1678–1681
14. Magnus Pontin 1681–1691
15. Haquin Spegel 1692–1711
16. Jacob Lang 1711–1716
17. Torsten Rudeen 1716–1729
18. Johannes Steuchius 1730
19. Erik Benzelius der Jüngere 1731–1742
20. Andreas Olavi Rhyzelius 1743–1761
21. Petrus Filenius 1761–1780
22. Uno von Troil 1780–1786
23. Jakob Axelsson Lindblom 1786–1805
24. Magnus Lehnberg 1805–1808
25. Carl von Rosenstein 1808–1819
26. Marcus Wallenberg 1819–1833
27. Johan Jacob Hedrén 1833–1861
28. Ebbe Gustaf Bring 1861–1884
29. Carl Alfred Cornelius 1884–1893
30. Carl Wilhelm Charlewille 1893–1906
31. Otto Ahnfelt 1907–1910
32. John Personne 1910–1926
33. Erik Aurelius 1927–1935
34. Tor Andræ 1936–1947
35. Torsten Ysander 1947–1959
36. Ragnar Askmark 1959–1980
37. Martin Lönnebo 1980–1995
38. Martin Lind 1995–2010
39. Martin Modéus 2010–2022, dann Erzbischof von Uppsala
40. Marika Markovits ab 2023